# Otto Richter (Architekt)
Otto Richter (* 28. Februar 1875 in Wien; † 26. August 1919 ebenda) war ein österreichischer Architekt.

## Leben
Otto Richter war der Sohn des Architekten Gustav Adolf Richter und der Elisabeth Bayer, er wuchs zusammen mit drei Geschwistern auf. Nach der Staatsgewerbeschule, die er 1893 mit der Matura abschloss, studierte er von 1894 bis 1896 an der Akademie der bildenden Künste Wien bei Victor Luntz.
Richter arbeitete ab 1904 mit seinem ehemaligen Schulkollegen Leopold Ramsauer zusammen in einer Bürogemeinschaft, vorwiegend für die Erste Gemeinnützige Baugesellschaft für Kleinwohnungsbau in Wien, für die auch Leopold Simony tätig war. Sie spezialisierten sich auf soziale Wohnbauten.
Zu Beginn des Ersten Weltkriegs, 1914 wurde Richter in die Österreichisch-Ungarische Armee zum Wehrdienst eingezogen als Leutnant der Befestigungsbaudirektion Krems eingesetzt. Noch im gleichen Jahr wurde er wegen angeschlagener Gesundheit dauerhaft kriegsdienstuntauglich eingestuft und schied aus dem Militärdienst aus. Er wurde am Grinzinger Friedhof bestattet.

## Bedeutung
Alle Bauten Richters wurden zusammen mit Leopold Ramsauer geplant und ausgeführt. Beachtenswert sind vor allem die Wohnanlage in der Buchengasse 7–9, die als Vorläufer des Volkswohnbaus, und der Wiedenhof, als Vorläufer der späteren Gemeindebauten der Zwischenkriegszeit gelten. Beide Architekten entwarfen und bauten auch das erste Männerwohnheim in Österreich sowie einen interessanten, Wohn- und Werkstätten kombinierenden, Gebäudekomplex in Mariahilf.

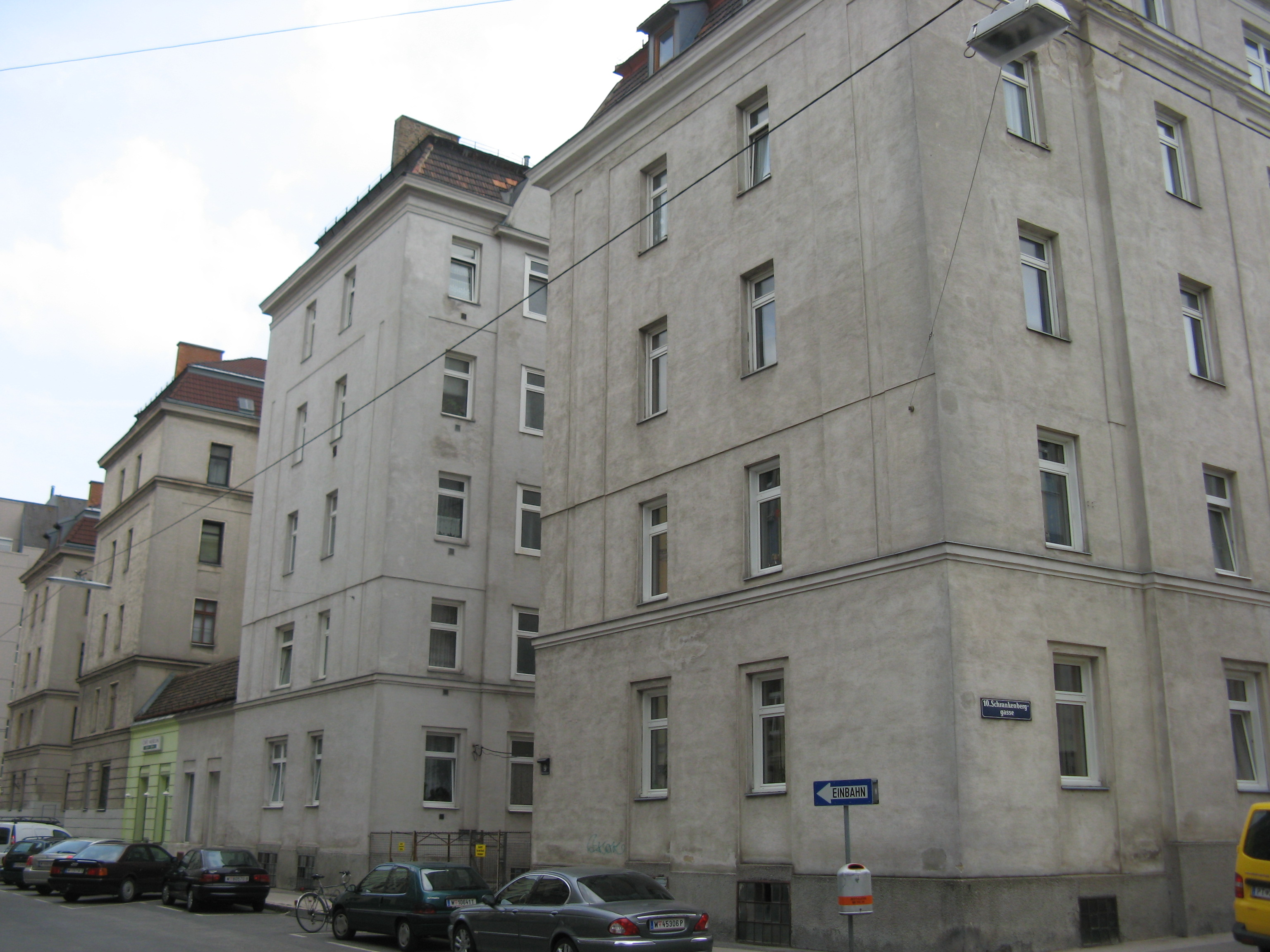
Arbeiterwohnhäuser (1912), Buchengasse 7–9, von Otto Richter und Leopold Ramsauer

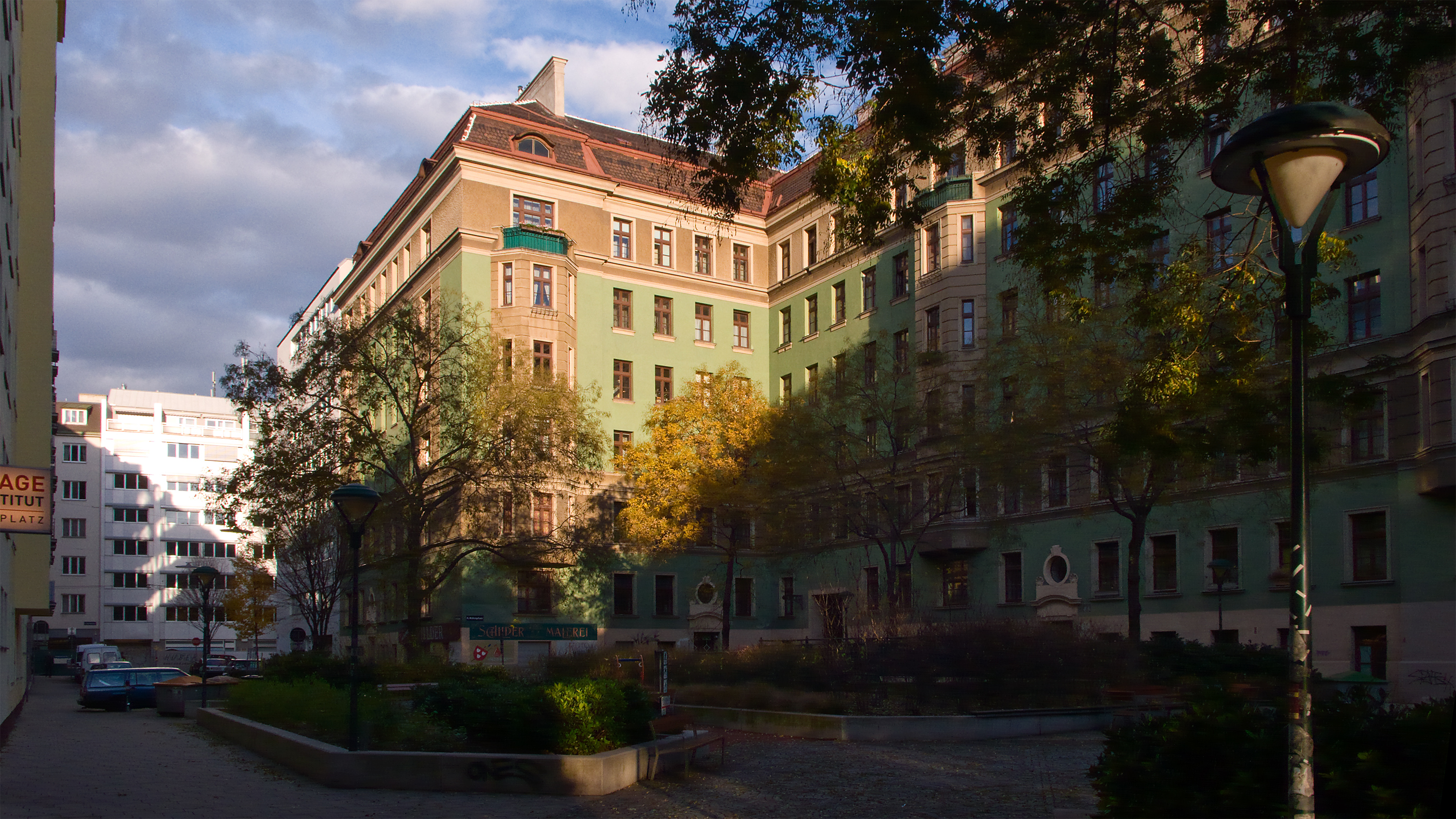
Wiedenhof (1914), Kühnplatz 1–4, von Otto Richter und Leopold Ramsauer

## Werke
- Männerwohnheim, Wurlitzergasse 89–91, Wien 17 (1904)
- Männerwohnheim Meldemannstraße, Wien 20 (1905)
- Jubiläumswerkstättenhof, Mollardgasse 85–85a, Wien 6 (1908/1909)
- Kleinwohnungsanlage, Buchengasse 7–9, Wien 10 (1912)
- Miethaus Wiedenhof, Kühnplatz 1–4, Wien 4 (1914)